# Masaki Kobayashi
Masaki Kobayashi (小林 正樹 Kobayashi Masaki?, 14 de febrero, 1916–4 de octubre, 1996) fue un director de cine japonés, ampliamente considerado uno de los mejores y más influyentes directores de cine del mundo.

## Biografía
Nació en Otaru, Hokkaido, como hijo de un empleado de oficina y primo segundo de la actriz y directora Kinuyo Tanaka, una de las grandes directoras de los inicios del cine. Estudió Arte Oriental en la Facultad de Filosofía y Letras de la Universidad de Waseda. Allí fue discípulo, compañero y amigo del poeta, calígrafo e historiador japonés Aizu Yaichi. Se graduó en 1941, con la tesis Estudio de la edad de fundación del Templo de Muroji, un templo de Shingon famoso por su pequeña pagoda y su apertura a las mujeres en contraste con otros templos que las excluían. Kobayashi vivió en el templo durante un mes mientras investigaba su historia.
Cuando Kobayashi se graduó en 1941, se incorporó a los famosos Estudios Shochiku como asistente de dirección y, en sus propias palabras, «chico de los recados». En estos estudios también recibieron formación o colaboraron con ellos, entre otros muchos, grandes directores como Yasujirō Ozu, Kenji Mizoguchi, Mikio Naruse, Keisuke Kinoshita, Yōji Yamada o Akira Kurosawa. Aquí operaba un sistema de aprendices en el que los nuevos empleados con potencial de dirección se asignaban a un director reconocido para el que desempeñaban numerosas funciones, como la de filmar, editar o escribir guiones. La perpetuación del estilo era uno de los objetivos del sistema de aprendizaje. Kobayashi fue asistente de dirección, entre otros, de Shimizu Hiroshi en Dawn Chorus (Akatsuki no gasshō, 1941) y Ornamental Hairpin (Kanzashi, 1941).
Poco después de iniciar su aprendizaje cinematográfico fue reclutado por el Ejército Imperial Japonés durante la Segunda Guerra Mundial y enviado a Manchuria. Kobayashi era abiertamente pacifista y cuando fue reclutado se negó a combatir o a ser promovido a ningún rango mayor que soldado. En Manchuria, la brutalidad del ejército reforzó su desprecio preexistente por la institución y marcó sus fuertes valores antiautoritarios. Pasó el último año del conflicto como prisionero de guerra del Ejército de los Estados Unidos. Fue liberado al finalizar el conflicto y volvió a los Estudios Shochiku a continuar su formación, esta vez como asistente de Keisuke Kinoshita.
Debutó como director en 1952, con la cinta melodramática La juventud del hijo (Musuko no seishun). En 1953 realizó otro melodrama social: Sincere Heart (Magokoro). Ese mismo año, Kobayashi rompió con las férreas líneas argumentales de la mayoría de las películas de Shochiku y dirigió su primera película con su característico estilo personal, The Thick-Walled Room (Kabe atsuki heya), sobre los criminales de guerra japoneses alojados en la prisión de Sugamo, con el guion basado en cuadernos escritos por verdaderos criminales de guerra y adaptados por el famoso novelista Kōbō Abe. Aquí empieza a vislumbrarse la temática pacifista y antimilitarista que le acompañará el resto de su carrera. La distribución de The Thick-Walled Room fue detenida durante cuatro años por los propios estudios para poder pasar la censura de las autoridades de ocupación estadounidenses bajo la dirección del general Douglas MacArthur. La cinta apareció finalmente en 1957.
Entre sus películas se incluye El más allá (1964) (Kwaidan), una colección de cuatro historias sobre fantasmas extraídas del libro Kwaidan: Stories and Studies of Strange Things (1903) escrito por Lafcadio Hearn.
Kobayashi dirigió, probablemente a partir de sus propias experiencias, La condición humana (Ningen no joken, 1959-1961), una trilogía sobre los efectos de la Segunda Guerra Mundial en un japonés pacifista y socialista llamado Kaji, encarnado por Tatsuya Nakadai, uno de los mejores actores del siglo XX. Kaji es un hombre honesto que se tendrá que enfrentar a situaciones injustas e innobles, situación que nos permite ver tres lados de la Segunda Guerra Mundial a través de sus ojos. La Condición Humana entremezcla extraordinariamente la narración y el relato de la guerra en los ojos de Kaji, con la perfección técnica: la brutalidad de la guerra queda patente en un eficaz tono blanco y negro, en escenarios inmensos, paisajes gigantescos, grandes congregaciones de hombres armados y en las expresiones faciales de los protagonistas más relevantes que reaccionan ante los increíbles acontecimientos que se producen a fondo en un entorno tan hostil y catastrófico. Las intenciones de Kobayashi eran transformar un conflicto mundial tan masivo y difícil de entender para las personas individuales. Esta obra marcó la senda de películas que reflejarían el lado no épico de las guerras, influenciando en autores no japoneses como Stanley Kubrick, Francis Ford Coppola, Clint Eastwood, etc.

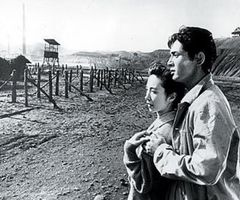
Fotograma de la primera película de La Condición Humana.

Es autor de Harakiri (1962), un extraordinario alegato antimilitarista ambientado durante el Período Edo y el Shogunato Tokugawa, que pone en evidencia la crueldad del feudalismo japonés y el absurdo del código de los samuráis, y en definitiva, del mal entendido «honor» humano. Esta cinta, entre otros premios, fue premio especial del jurado en el Festival Internacional de cine de Cannes. También destaca Rebelión (1967).
En 1983, realizó Tokyo Trial (Tôkyô saiban), un impresionante documental sobre los juicios de Crímenes de Guerra de Tokio a los que fueron sometidos los militaristas japoneses tras ser acusados de crímenes de guerra durante la II Guerra Mundial. Está narrada por el actor japonés Kei Satō. Fue galardonado con el Premio Internacional de la Crítica FIPRESCI del 35.º Festival Internacional de Cine de Berlín y con los Blue Ribbon Awards..
Más que ningún otro cineasta japonés contemporáneo, el cine de Kobayashi estuvo marcado por el trauma de sus experiencias durante la guerra, marcadas siempre desde su perspectiva humanista, pacifista y antimilitarista. Sin embargo, no es ni de lejos su única temática, pues fue un cineasta prolífico abarcando muchos géneros fílmicos y sus películas son mucho más variadas temáticamente que las de sus contemporáneos, abarcando aspectos políticos, militares, sociales, amorosos, tecnológicos, del choque de culturas y generaciones humanas, etc.
Retirado en 1985, Kobayashi falleció en Tokio el 4 de octubre de 1996 dejando un legado imprescindible en la cultura cinematográfica del siglo XX.

## Filmografía parcial
- 1952: La juventud del hijo (Musuko no seishun).
- 1953: The Thick-Walled Room (Kabe atsuki heya)
- 1953: Sinceridad (Magokoro).
- 1954: Three Loves (Mittsu no ai).
- 1954: Somewhere Beneath the Wide Sky (Kono hiroi sora no dokoka ni).
- 1955: Beautiful Days (Uruwashiki saigetsu).
- 1956: The Spring (Izumi).
- 1956: I'll Buy You (Anata kaimasu).
- 1957: Kuroi kawa también conocida como Black River.
- 1959–1961: Trilogía La Condición Humana (Ningen no joken).
- 1962: The Inheritance (Karami-ai).
- 1962: Seppuku, también conocida como Harakiri.
- 1964: Kaidan también conocida como Kwaidan o El más allá.
- 1967: Rebelión (Jôi-uchi: Hairyô-tsuma shimatsu).
- 1968: Nihon no seishun también conocida como Hymn To A Tired Man.
- 1971: Inochi bô ni furô también conocida como Inn Of Evil.
- 1975: Kaseki también conocida como The Fossil.
- 1979: Glowing Autumn (Moeru aki).
- 1983: Tokyo saiban también conocida como Tokyo Trial.
- 1985: The Empty Table (Shokutaku no nai ie).
- 1996: The World of Aizu Yaichi: The Buddhas of Nara (Aizu Yaichi no sekai: Nara no hotoke- tachi)

## Premios y nominaciones
Premios Óscar
| Año  | Categoría                          | Película | Resultado |
| ---- | ---------------------------------- | -------- | --------- |
| 1966 | Mejor película de habla no inglesa | Kwaidan  | Nominado  |

Festival Internacional de Cine de Cannes
| Año  | Categoría              | Película | Resultado |
| ---- | ---------------------- | -------- | --------- |
| 1963 | Gran Premio del Jurado | Harakiri | Ganador   |
| 1965 | Gran Premio del Jurado | Kwaidan  | Ganador   |

Festival Internacional de Cine de Venecia
| Año  | Categoría         | Galardonado                                   | Resultado |
| ---- | ----------------- | --------------------------------------------- | --------- |
| 1960 | Premio San Jorge  | La condición humana I: No hay amor más grande | Ganador   |
| 1960 | Premio Passinetti | La condición humana I: No hay amor más grande | Ganador   |
| 1967 | Premio FIPRESCI   | Rebelión                                      | Ganador   |

Festival Internacional de Cine de Berlín
| Año  | Categoría       | Película     | Resultado |
| ---- | --------------- | ------------ | --------- |
| 1985 | Premio FIPRESCI | Tōkyō saiban | Ganador   |